# Cornelia Daneț
Cornelia Daneț (n. 2 iunie 1929, Silistra, Regatul României - d. 14 mai 2015, București), a fost o artistă, graficiană, gravoare, pictoriță și ilustratoare română.
Căsătorită Demetrescu, a fost o graficiană, gravor, desenatoare, pictoriță și ilustratoare română. Cu o creație care se întinde pe o perioadă de peste 50 de ani, artista acoperă o arie largă de stiluri și tehnici ale gravurii, desenului, grafică de șevalet și ilustrație de carte.

## Date biografice
Născută la 2 iunie 1929 în Silistra, Cadrilater, pe vremea când orașul de la malul Dunării, se afla în Regatul România. În 1940, în urma unei decizii dramatice, forțată de împrejurări istorice ostile, România cedează Cadrilaterul Bulgariei, iar românii de acolo sunt obligați să se refugieze în România, lăsând în urmă tot ceea ce agonisiseră. Artista rămâne profund marcată de locurile copilăriei și de apropierea de Dunăre, care îi vor influența decisiv viața și multe dintre creații.
Este fiica cea mare a învățătorului, inspectorului școlar și ofițerului Mihail Daneț și al învățătoarei Georgeta (în acte Georgica) Daneț născută Georgescu, născută în 4 septembrie 1907. Mama artistei este pe sfert grecoaică sau macedoromână și o optime bulgară. Tatăl, Mihail Daneț, născut în 1900 în Racoți, județul Gorj, ofițer profund antisovietic, a luptat în cel de-al doilea război mondial ajungând cu armatele române până la cotul Donului și în Munții Tatra. A fost concentrat pe front în perioada decembrie 1939, iulie 1945. 
Soțul artistei, Radu Constantin Demetrescu, economist, jurist, cercetător științific specialist în istoria economiei și în legislația drepturilor omului a decedat în 2005. Are o soră, profesoară de limba rusă și cântăreață Lucia Constantin născută Daneț, decedată în aprilie 2018. Are o fiică Raluca Ilaria Demetrescu artistă vizuală la rândul ei. Două surori, Carmen și Eleonora au decedat în mica copilărie. După refugiu, familia s-a mutat în București unde cei doi învățători au activat în diferite școli până la pensionare, purtând după ei rana refugiului forțat până la moarte în 1972 pentru Mihail și 1981 pentru Georgica.
Cornelia Daneț urmează liceul de fete Iulia Hașdeu din București.
În 1948, fără prea multă pregătire înainte, intră la Institutul de Arte Plastice Nicolae Grigorescu București de unde absolvă în 1954. Este studenta lui Vasile Kazar la grafică. Vasile Kazar este supraviețuitor al Lagărului de Concentrare Auschwitz.. Alți profesori au mai fost: Simion Iuca pentru gravură, Nicolae Darascu, Rudolf Schweitzer Cumpănă și Camil Ressu. Anatomie artistică a studiat cu Gheorghe Ghițescu.
Este membră a Academiei de Belle Arte din Roma.
Participă ca invitat al organizatorilor, la Pavilionul Internațional în cadrul Bienalei de la Veneția, de două ori. Lucrările sale se află în colecțiile tuturor muzeelor de artă din România și în nenumărate colecții din țară și străinătate.

## Expoziții personale, de grup și colective

### Personale
- 2017 Galeria Artyourself
- 2016 Galeria Simeza, grafică
- 2007 Desen, Galeria Simeza  București
- 2003  Grafică/gravură, Institutul Cultural Român din Paris
- 2002  Grafică/gravură, galeriile castelului Château d`Audour, Franța
- 2002  desen, galeria Simeza București
- 1995  pictură, Mitterfels Germania
- 1994  Grafica, Institutul Român pentru Drepturile Omului București
- 1983  Gravura, desen, galeria Căminul Artei
București
- 1975  galeria Galateea București
- 1970  Râmnicu Vâlcea - Govora
- 1968 galeria Orizont
- 1965  galeria Simeza București

De grup în țară (București și provincie)
- 2015 Art Safari, București
- 2014 Art Safari, București
- 2013, "Șelari 13", galeria Simeza, București
- 2011 „Seniorii graficii Românești”, galeria Simeza, București
- 2010 Muzeul Șuțu-Salonul de Iarna, București
- 2009 Simeza București București
- 2008 Elite Art-Seniorii Artei Românești
- 2007  Artjazz Club București
- 2006  Simeza, București
Majoritatea edițiilor anuale ale expoziției Municipale de pictură, sculptură, grafică și arte decorative începând cu 1953 și până în 2004 în București.
Majoritatea saloanelor de grafică organizate în țară în diferite orașe: Satu Mare, Cluj, Brașov, Botoșani, Constanța, Râmnicu Vâlcea,Bistrița, Ploiești, Galați, Bacău, Tescani, Hunedoara, Petroșani, Deva, Pitești, Târgoviște, Tulcea, Hunedoara, Baia Mare, începând cu 1953 și până în 2004 în București.
Majoritatea edițiilor Anualelor de stat pictură, sculptură, grafică și arte decorative începând cu anul 1953 București.
Toate expozițiile de grup de grafică, gravură sau desen organizate în cadrul atelierului de gravură, galeria Podul din București încă de la înființarea acestuia și până la închiderea lui în anul 2004.
Majoritatea Saloanelor de Artă anuale începând cu anul 1953 până la încheierea lor, București.
Majoritatea bienalelor de Artă începând cu anul 1953 și până la încheierea lor, București.
Majoritatea bienalelor de grafică începând cu anul 1953 și până la încheierea lor, București.
Majoritatea expozițiilor Republicane din București și diferite orașe ale țării începând cu anul 1953 și până la încheierea lor.
Majoritatea expozițiilor Interregionale, regionale și ocazionale  începând cu anul 1953 și până la încheierea lor, București
Majoritatea Saloanelor de tineret începând cu anul 1953.
- 2008 Elite Gallery, „Seniorii picturii românești”, acuarelă, galeria, București
- 2007 Șelari 13, gravură, galeria Simeza, București
gravură, „Semne peste timp”, Palazzo Correr, Sediul IRCCU, Veneția
- 2005 Art Jazz Club București
- 2004 galeria Șelari 13 București
- 2003 Expoziție de grup Căminul Artei București
- 2002 Expoziție de grup „Seniorii”, acuarelă, galeria Apollo București
- 2001 gravură Biblioteca Centrală Universitară
a V-a Bienala de gravură Iosif Iser Muzeul de Artă
- 2000 gravură, galeria Apollo București
Simpozion de gravură românească Tulcea
- 1999 expoziție franco-română de gravură Apollo București
Expoziție de grafică franco-română galeria Apollo București
Expoziția “Afect și Efect”, galeria Atelier 35 București
a IV-a bienală internațională de gravură Iosif Iser Muzeul Județean de Artă Prahova Ploiești
- 1998 litografie, Muzeul de Artă din Târgoviște
- 1997 5=365, Căminul Artei București
a III-a bienală de gravură Iosif Iser, Muzeul Județean de Artă Prahova Ploiești
- 1995-a II-a bienala de gravură Iosif Iser, Muzeul Județean de Artă Prahova Ploiești unde obține premiul I
expoziție multimedia, `De le Pod la Pivniță`, galeria Podul București
- 1994 Salonul de acuarelă, Muzeul de Artă Tulcea
- 1993 salonul de acuarelă Muzeul de Artă Tulcea
Gravură Muzeul de Artă Contemporană Galați
I-a bienala de gravură Iosif Iser Muzeul Județean de Artă Prahova Ploiești
„De la obiect la gravură”, galeria Podul București
- 1992 expozițiile colective organizate în București:la galeria Orizont, galeria Simeza, galeria Căminul Artei
expoziția `Transparențe` galeria Podul București
grafică, Muzeul de Artă din Tulcea
gravură, Muzeul gravurii din Bistrița
- 1984 Grafică Muzeul de Artă din Tulcea
- 1982 gravură, sala Dalles
- 1981 „Pontica” Constanța
- 1980 Salonul de gravură, Muzeul de Artă din Tulcea
- 1979 Salonul de pictură și grafică Colectivă, Botoșani
- 1978 Salonul de desen și acuarelă, sala Dalles București
Gravură, sala Dalles București
- 1977 gravură,Muzeul de Artă Cluj
Salonul de grafică Brașov
expoziție de Ex libris Satu Mare
Centenarul Independenței României 1877-1977, sala Dalles București
- 1975 „Chipul uman”, galeria Orizont București
- 1974 Anuala de grafică București.
|  | De grup în țară (București și provincie) - 2014 Art Safari, București - 2013, "Șelari 13", galeria Simeza, București - 2011 „Seniorii graficii românești”, galeria Simeza, București - 2010 Muzeul Șuțu - Salonul de Iarnă, București - 2009 Simeza București București - 2008 Elite Art-Seniorii Artei Românești - 2007 Artjazz Club București - 2006 Simeza, București -Majoritatea edițiilor anuale ale expozițiilor Municipale de pictură, sculptură, grafică și arte decorative începând cu 1953 și până în 2004 în București - Majoritatea saloanelor de grafică organizate în țară în diferite orașe: Satu Mare, Cluj, Brașov, Botoșani, Constanța, Râmnicu Vâlcea,Bistrița, Ploiești, Galați, Bacău, Tescani, Hunedoara, Petroșani, Deva, Pitești, Târgoviște, Tulcea, Hunedoara, Baia Mare, București din 1953 și până în 2004 - Majoritatea edițiilor Anualelor de stat pictură, sculptură, grafică și arte decorative începând cu anul 1953 București - Toate expozițiile de grup de grafică, gravură, desen, multimedia organizate în cadrul atelierului de gravură, galeria Podul din București, încă de la înființarea acestuia și până la închiderea lui în 2004 - Majoritatea Saloanelor de Artă anuale începând cu anul 1953 până la încheierea lor, București - Majoritatea bienalelor de Artă începând cu anul 1953 și până la încheierea lor, București - Majoritatea Bienalelor de grafică începând cu anul 1953 și până la încheierea lor, București - Majoritatea expozițiilor Republicane din București și diferite orașe ale țării începând cu anul 1953 și până la încheierea lor Majoritatea expozițiilor Interregionale, Regionale și ocazionale începând cu anul 1953 1953 și până la încheierea lor, București Majoritatea Saloanelor de tineret începând cu anul 1953 Toate Saloanele de tineret începând cu anul 1953 - 2008 Elite Gallery, „Seniorii picturii românești”, acuarelă, galeria, București - 2007 Șelari 13, gravură, galeria Simeza, București gravură, „Semne peste timp”, Palazzo Correr, sediul IRCCU, Veneția - 2005 Art Jazz Club București - 2004 galeria Șelari 13 București - 2003 Expoziție de grup, Căminul Artei, București - 2002 Expoziție de grup „Seniorii”, acuarelă, galeria Apollo București - 2001 gravură Biblioteca Centrală Universitară, București A V-a Bienala de gravură Iosif Iser Muzeul de Artă - 2000 gravură, galeriile Apollo București Simpozion de gravură românească Tulcea - 1999 expoziție franco-româna de gravură, galeriile Apollo, București Expoziție de grafică franco-româna galeria Apollo București Expoziția “Afect și Efect”, galeria Atelier 35 București A IV-a bienală internațională de gravură Iosif Iser Muzeul Județean de Artă Prahova Ploiești - 1998 litografie, Muzeul de Artă din Târgoviște - 1997, Căminul Artei București A Treia Bienală de gravură Iosif Iser, Muzeul Județean de Artă Prahova Ploiești A Doua Bienală de gravură Iosif Iser, Muzeul Județean de Artă Prahova Ploiești premiul I multimedia, ``De le Pod la Pivniță``, galeria Podul București - 1994 Salonul de acuarelă, Muzeul de Artă Tulcea - 1993 salonul de acuarelă Muzeul de Artă Tulcea Gravură Muzeul de Artă Contemporană Galați, Întâia Bienală de gravură Iosif Iser Muzeul Județean de Artă Prahova Ploiești „De la obiect la gravură”, galeria Podul București - 1992 expozițiile colective organizate în București: la galeria Orizont, galeria Simeza, galeria Căminul Artei expoziția ``Transparențe`` galeria Podul București grafică, Muzeul de Artă din Tulcea gravură, Muzeul gravurii din Bistrița - 1984 Grafică Muzeul de Artă din Tulcea - 1982 gravură, sala Dalles - 1981 „Pontica” Constanța Expoziție de grafică Regională - 1980 Salonul de gravură, Muzeul de Artă din Tulcea Salonul republican de grafică, Scornicești - 1979 Expoziție festivă în cadrul Cântării României, Salonul de pictură și grafică Colectivă, Botoșani - 1978 Salonul de desen și acuarelă, sala Dalles București Gravură, sala Dalles București - 1977 gravură, Muzeul de Artă Cluj Salonul de grafică Brașov Ex libris Satu Mare Centenarul Independenței României 1877-1977, sala Dalles București - 1975 „Chipul uman”, galeria Orizont București - 1974 Anuala de grafică București - Expoziție omagială București Salonul Republican de desen și gravură București Expoziție de pictură, grafică și sculptură Deva - 1973 salonul republican de desen și gravură, Grafică``Grivița 33`` București Omagiul Hunedoarei Petroșani Salonul de gravură Cluj - 1972 gravură, București - 1965 Luna gravurii sala Dalles București - 1963 Expoziția Artiștilor tineri - 1962 Grafica Tinerilor Artiști - 1960 Luna gravurii, sala Dalles Acuarele, galeria Căminul Artei, București |  |
|  | Expoziții de grup și colective în străinătate: - 2000 Prezențe românești în Muzeul Château de Lacroix, organizat de Conseil général du Rhône - 1995 Icoane pe sticlă Mitterfels Germania - 1992 Régards pour demain Paris - 1991 Grafică Wroclaw Polonia, Miscolc Ungaria, Paris - 1987-1991 Expoziție interenaționala de gravură Muzeul de Artă din Kanagawa Japonia - 1987-1992 Expozițiile internaționale de gravura Muzeul de Artă din Sapporo Japonia - 1986 Gravură Montreal, Toronto Canada - 1982 Gravură Lyngby Danemarca - 1981 Grafică Rabat, Alger, Tunis, Cairo - 1980 Grafică Helsinki, Helsingborg, Malmo, Goteborg, Oslo țările nordice a V-a Expoziție internațională de Artă Roma(16-30 martie) - 1975 Grafică contemporană românească, Manila, Filipine, aprilie - 1974 Grafică Dar-Es-Salaam, Conakry, Luanda, Maputo, Lusaka Africa Gravură Muzeul de Artă contemporană din Ibiza Spania Gravură românească contemporană, Accademia din Romania, Roma - 1973-1976 Grafica românească Philadelphia, Roma, Manila, Plevna - 1973 Artă românească contemporană, Philadelphia, SUA - 1972 Expoziție internațională retrospectivă, în cadrul Bienalei Internaționale de grafică, Florența, Italia - 1971, 1972 Expozițiile internaționale de grafică Muzeul de Artă Contemporană Ibiza Spania - 1969-1973 Grafica românească Tel Aviv, Beirut, Tokyo - 1969 Grafica românească Moscova, Tallin Artă românească la Tel Aviv, Moscova, Beirut,Tokyo, expoziție - 1968 Expoziție de grafică românească, Sollingen, Germania - 1967 Expoziție internaționale în Tokyo - 1966 prezențe românești în Bulgaria - 1965 Expoziție internaționale în Delhi - 1964 Grafică românească în Birmania, Delhi, Phenian, diverse orașe din Polonia și Cehoslovacia Bienală de Artă Paris - 1962 Gravură românească la Havana, în diverse orașe ale Ungariei Expoziția internațională « Alb-Negru » din Lugano Gravură internațională, Budapesta, Ungaria - 1961 Artă românească la Damasc, Alexandria, Cairo, Viena, Belgrad, Praga, Helsinki, Bratislava, Atena, Lugano, Veneția, Buenos Aires, Sofia, Berlin și diverse orașe ale Germaniei Grafică internațională, Muzeul de Arta Contemporană Geneva Artiști români la a II-a Bienală de Artă, Muzeul de Artă Modernă al Parisului A IV-a Expoziție internațională de gravură din Liubliana - 1960 Bienala de la Veneția, invitată personal de organizatori -Expoziția internațională a Tineretului Paris -Grafică contemporană Damasc -Artă românească la Praga, Bratislava, Berlin, Atena -Grafică internațională Helsinki -Expoziție internațională « Femeia » Budapesta -Internaționala de gravură « Alb-Negru » Lugano -Gravură internațională, Berlin, Germania - 1959 Expoziția itinerantă a artiștilor români Belgrad, Budapesta, Moscova -Expoziția internațională în cadrul Festivalului de la Viena -Expoziții internaționale în cadrul Festivalului Tineretului -Expoziții internaționale de grafică Riga, Tirana, Budapesta -Expoziția internațională de grafică din Leipzig -Expoziție de grafică Praga - 1958 Expoziție internațională de grafică Moscova - Grafică internațională, Praga, Cehoslovacia - 1957 Festivalul tineretului din țările est europene Moscova - Expoziții internaționale în Praga, Moscova - 1956 Artă românească la Viena, - Expoziția internațională a Tineretului Viena - 1955 Expoziția internațională, Moscova, - Varșovia: Festivalul Internațional de Artă |  |
|  | |  |
|  | - 1999 Premiul I pentru participarea la Bienala Internațională de Gravură Contemporană « Iosif Iser », Muzeul Județean de Artă Prahova - 1999 Medalia pentru atașamentul față de cultura românească, Muzeul Județean de Artă Prahova - 1995 premiul I la Bienala de gravură Iosif Iser, Muzeul Județean de Artă Prahova - 1970 membru Honoris Causa al Academiei Tomasso Campanella Roma - Premiul I la Expoziția Tineretului la Viena. |  |

## Distincții
- Ordinul „Meritul Cultural” clasa a IV-a (1968) „pentru activitate deosebită în domeniul artelor plastice”[2]